# Alcalá del Obispo
Alcalá del Obispo (en aragonés y cooficialmente, Alcalá d'o Bispe, o también Alcalá de lo bispe) es un municipio español a 13 km al SE de Huesca en la A-1219. Está situado al abrigo de los vientos del Norte y en la pendiente de una colina que denominaban "el Castillo". Pertenece a la comarca de la provincia de Huesca denominada Hoya de Huesca.
Núcleos asociados: Fañanás, Ola y Pueyo de Fañanás.

## Geografía

### Localidades limítrofes
Limita: al N con el municipio de Siétamo, al NE con el municipio de Angüés, al E con el municipio de Blecua y Torres, al S con el municipio de Argavieso, al SO con el municipio de Albero Alto, al O con el municipio de Monflorite-Lascasas, y al NO con el municipio de Loporzano.

### Clima
De acuerdo con la clasificación climática de Köppen el clima de Alcalá del Obispo es mediterráneo (Csa).
| Parámetros climáticos promedio de Observatorio del Aeropuerto de Huesca-Pirineos (municipio de Alcalá del Obispo) ( 546 m s. n. m. ) (Periodo de referencia: 1991-2020, extremos: 1943-presente) | Parámetros climáticos promedio de Observatorio del Aeropuerto de Huesca-Pirineos (municipio de Alcalá del Obispo) ( 546 m s. n. m. ) (Periodo de referencia: 1991-2020, extremos: 1943-presente) | Parámetros climáticos promedio de Observatorio del Aeropuerto de Huesca-Pirineos (municipio de Alcalá del Obispo) ( 546 m s. n. m. ) (Periodo de referencia: 1991-2020, extremos: 1943-presente) | Parámetros climáticos promedio de Observatorio del Aeropuerto de Huesca-Pirineos (municipio de Alcalá del Obispo) ( 546 m s. n. m. ) (Periodo de referencia: 1991-2020, extremos: 1943-presente) | Parámetros climáticos promedio de Observatorio del Aeropuerto de Huesca-Pirineos (municipio de Alcalá del Obispo) ( 546 m s. n. m. ) (Periodo de referencia: 1991-2020, extremos: 1943-presente) | Parámetros climáticos promedio de Observatorio del Aeropuerto de Huesca-Pirineos (municipio de Alcalá del Obispo) ( 546 m s. n. m. ) (Periodo de referencia: 1991-2020, extremos: 1943-presente) | Parámetros climáticos promedio de Observatorio del Aeropuerto de Huesca-Pirineos (municipio de Alcalá del Obispo) ( 546 m s. n. m. ) (Periodo de referencia: 1991-2020, extremos: 1943-presente) | Parámetros climáticos promedio de Observatorio del Aeropuerto de Huesca-Pirineos (municipio de Alcalá del Obispo) ( 546 m s. n. m. ) (Periodo de referencia: 1991-2020, extremos: 1943-presente) | Parámetros climáticos promedio de Observatorio del Aeropuerto de Huesca-Pirineos (municipio de Alcalá del Obispo) ( 546 m s. n. m. ) (Periodo de referencia: 1991-2020, extremos: 1943-presente) | Parámetros climáticos promedio de Observatorio del Aeropuerto de Huesca-Pirineos (municipio de Alcalá del Obispo) ( 546 m s. n. m. ) (Periodo de referencia: 1991-2020, extremos: 1943-presente) | Parámetros climáticos promedio de Observatorio del Aeropuerto de Huesca-Pirineos (municipio de Alcalá del Obispo) ( 546 m s. n. m. ) (Periodo de referencia: 1991-2020, extremos: 1943-presente) | Parámetros climáticos promedio de Observatorio del Aeropuerto de Huesca-Pirineos (municipio de Alcalá del Obispo) ( 546 m s. n. m. ) (Periodo de referencia: 1991-2020, extremos: 1943-presente) | Parámetros climáticos promedio de Observatorio del Aeropuerto de Huesca-Pirineos (municipio de Alcalá del Obispo) ( 546 m s. n. m. ) (Periodo de referencia: 1991-2020, extremos: 1943-presente) | Parámetros climáticos promedio de Observatorio del Aeropuerto de Huesca-Pirineos (municipio de Alcalá del Obispo) ( 546 m s. n. m. ) (Periodo de referencia: 1991-2020, extremos: 1943-presente) |
| Mes | Ene. | Feb. | Mar. | Abr. | May. | Jun. | Jul. | Ago. | Sep. | Oct. | Nov. | Dic. | Anual |
| --- | --- | --- | --- | --- | --- | --- | --- | --- | --- | --- | --- | --- | --- |
| Temp. máx. abs. (°C) | 20.3 | 22.3 | 26.2 | 31.0 | 35.1 | 41.2 | 42.6 | 41.4 | 39.2 | 32.4 | 24.8 | 19.6 | 42.6 |
| Temp. máx. media (°C) | 9.5 | 12.0 | 16.0 | 18.6 | 23.1 | 28.6 | 32.0 | 31.5 | 26.0 | 20.3 | 13.6 | 9.5 | 20.1 |
| Temp. media (°C) | 5.6 | 7.1 | 10.4 | 12.7 | 16.6 | 21.4 | 24.3 | 24.2 | 19.8 | 15.3 | 9.5 | 5.8 | 14.4 |
| Temp. mín. media (°C) | 1.6 | 2.1 | 4.7 | 6.6 | 10.0 | 14.1 | 16.6 | 16.9 | 13.5 | 10.2 | 5.3 | 2.1 | 8.6 |
| Temp. mín. abs. (°C) | -12.6 | -13.2 | -8.6 | -3.0 | -1.5 | 3.6 | 4.5 | 7.0 | 4.2 | -0.4 | -8.2 | -10.8 | -13.2 |
| Precipitación total (mm) | 33 | 26 | 44 | 56 | 48 | 35 | 22 | 26 | 47 | 57 | 47 | 37 | 476 |
| Días de precipitaciones (≥ 1 mm) | 5.2 | 4.0 | 5.6 | 6.4 | 6.8 | 4.4 | 2.9 | 3.2 | 4.7 | 6.4 | 6.1 | 5.2 | 60.7 |
| Días de nevadas (≥ 0.01 mm) | 0.8 | 0.8 | 0.4 | 0.0 | 0.0 | 0.0 | 0.0 | 0.0 | 0.0 | 0.0 | 0.1 | 0.5 | 2.7 |
| Horas de sol | 143 | 187 | 236 | 252 | 291 | 312 | 356 | 326 | 261 | 205 | 150 | 127 | 2849 |
| Humedad relativa (%) | 79 | 69 | 63 | 60 | 56 | 49 | 46 | 49 | 57 | 67 | 77 | 82 | 63 |
| Fuente: Agencia Estatal de Meteorología | | | | | | | | | | | | | |

## Historia
En el término municipal de Alcalá del Obispo se halla el aeropuerto Huesca-Pirineos. Fue inaugurado en el año 2007.

## Demografía
Alcalá del Obispo cuenta con una población de 372 habitantes (INE 2024).
| Gráfica de evolución demográfica de Alcalá del Obispo entre 1842 y 2021 |
| |
| Población de derecho según los censos de población del INE Población de hecho según los censos de población del INEEn 1971 crece el término del municipio porque incorpora a Fañanas y Pueyo de Fañanas |

## Administración y política
| Período   | Alcalde                   | Partido |  |
| --------- | ------------------------- | ------- |  |
| 1979-1983 | Mariano Ayerbe Berches    | UCD     |  |
| 1983-1987 |                           |         |  |
| 1987-1991 |                           |         |  |
| 1991-1995 |                           |         |  |
| 1995-1999 | Ángel J. Grasa Satué      | PAR     |  |
| 1999-2003 |                           |         |  |
| 2003-2007 | Carlos Claver Puértolas   | PP      |  |
| 2007-2011 |                           |         |  |
| 2011-2015 | Juan Antonio José Lardiés | PSOE    |  |
| 2015-2019 | Fernando Viñuales García  | PP      |  |

| Partido político    | Partido político                                   | 2003   | 2007   | 2011   | 2015   |
| Partido político    | Partido político                                   | Ediles | Ediles | Ediles | Ediles |
|                     | Partido de los Socialistas de Aragón (PSOE-Aragón) | 2      | 3      | 4      | 4      |
|                     | Partido Popular de Aragón (PP)                     | 3      | 2      | 1      | 3      |
|                     | Partido Aragonés (PAR)                             | 2      | 2      | 2      | —      |
| Total de concejales | Total de concejales                                | 7      | 7      | 7      | 7      |

## Cultura

### Patrimonio

#### Religioso
Alcalá del Obispo consta de una iglesia del siglo XVII, la de San Miguel. En la actualidad está siendo sometida a procesos de restauración, tras un pequeño incidente.

#### Civil
- Molino de Fañanás: Se trata de un molino de época medieval, que hacía las veces de cubo fortificado. Tiene tres pisos, construidos con sillares de piedra. En el primero, hay dos salas, una pequeña (trasera) y otra grande. En la primera sala, se encuentra una escalera para acceder al segundo y tercer piso. Los últimos dos niveles, eran usados como vivienda y almacén para la comida. A pesar de su valor antropológico, este monumento se halla en peligro de desaparición, razón por la cual ha sido incluido en la Lista roja de patrimonio en peligro de España de la asociación Hispania Nostra.

### Deporte
Dispone de un equipo de baloncesto.
Dicho equipo posee equipación de color rojo.
PALMARÉS:
Ganador de dos Ligas Municipales de Huesca (Liga ADOB http://www.adobhuesca.com). (enlace roto disponible en Internet Archive; véase el historial, la primera versión y la última).

### Fiestas
- día 28 de mayo (Santa Waldeska)
- día 29 de septiembre (San Miguel)

### Ocio
Hay unas piscinas públicas, una asociación cultural, un bar (donde se suelen realizar las cenas) y un pabellón (donde se celebra el baile en las fiestas).